# Administración por objetivos
La Administración por Objetivos (APO), también denominada dirección por objetivos, es un proceso de definición de objetivos dentro de una organización por el que los directivos y los empleados estén de acuerdo con los objetivos y entiendan lo que tienen que hacer en la organización con el fin de alcanzarlos. El término "administración por objetivos" fue popularizado por Peter Drucker en su libro de 1954 The Practice of Management.
La esencia de la APO es el establecimiento de metas participativas, la elección de curso de las acciones y la toma de decisiones. Una parte importante de la administración por objetivos es la medición y la comparación del desempeño real del empleado con las normas establecidas. Idealmente, cuando los propios trabajadores han estado involucrados en el establecimiento de metas y la elección del curso de acción a seguir, es más probable que cumplan con sus responsabilidades pero no se debe a que todo pase.

Según George S. Odiorne, el sistema de administración por objetivos se puede describir como un proceso mediante el cual el superior y subordinado identifican conjuntamente sus objetivos comunes, definen las principales áreas de cada individuo de la responsabilidad en cuanto a los resultados que se esperan de él, y el uso de estas medidas como guías para la operación de la unidad y evaluar la contribución de cada uno de sus miembros.

## Características y ventajas
Algunas de las características y ventajas de APO importantes son: 
1. Motivación - Involucrar a los empleados en todo el proceso de fijación de metas y el fomento del empoderamiento de los empleados. Esto aumenta la satisfacción laboral de los empleados y el compromiso.
2. Una mejor comunicación y coordinación - comentarios e interacciones frecuentes entre superiores y subordinados ayudan a mantener una relación armoniosa dentro de la organización y también para resolver problemas.
3. Claridad de los objetivos
4. Los subordinados tienden a tener un mayor compromiso con los objetivos que se fijaron ellos mismos que las impuestas a ellos por otra persona.
5. Los gerentes pueden asegurar que los objetivos de los subordinados están vinculados a los objetivos de la organización.
6. Un objetivo común para toda la organización significa que es un principio rector de la administración.

## Dominios y niveles
Los objetivos se pueden establecer en todos los ámbitos de actividades (producción, comercialización, servicios, ventas, recursos humanos, finanzas, sistemas de información, etc.). 
Algunos de los objetivos son colectivos, para todo un departamento o toda la compañía, otros pueden ser individuales. Los gerentes deben determinar la misión y los objetivos estratégicos de la empresa. Los objetivos fijados por los administradores de nivel superior se basan en un análisis de lo que puede y debe ser llevada a cabo por la organización dentro de un período específico de tiempo. Las funciones de estos gestores se pueden centralizar el nombramiento de un jefe de proyecto que pueda supervisar y controlar las actividades de los distintos departamentos. Si esto no se puede hacer o no es deseable, las contribuciones de cada gerente a la meta de la organización deben estar claramente estipuladas. 

## Práctica
Los objetivos necesitan ser cuantificables y darles seguimiento. Se necesitan sistemas de información de gestión fiable de establecer objetivos pertinentes y supervisar su "relación de alcance" de una manera objetiva. Los incentivos salariales (bonos) a menudo están vinculados a los resultados en el logro de los objetivos.

## Limitaciones
Existen varias limitaciones al impacto de la administración por objetivos, incluyendo:
1. Se hace demasiado énfasis en el establecimiento de objetivos sobre el funcionamiento de un plan como motor de los resultados.
2. Se hace poco énfasis en la importancia del medio ambiente o contexto en el que se establecen las metas.

Ese contexto incluye todo, desde la disponibilidad y calidad de los recursos, por el liderazgo y partes interesadas. Como ejemplo, en una revisión integral 1991 de treinta años de investigación sobre el impacto de la Administración por Objetivos, Robert Rodgers y John Hunter llegó a la conclusión de que las compañías cuyos directores generales demostraron alto compromiso con la APO mostraron, en promedio, una ganancia de 56% en la productividad. Empresas con CEOs que mostraron bajo nivel de compromiso sólo vieron un aumento de 6% en la productividad.  
Cuando este enfoque no está configurado correctamente, acordado y gestionado por las organizaciones, los empleados egocéntricos pueden ser propensos a distorsionar los resultados, representar falsamente la consecución de los objetivos que se fijaron en un corto plazo, de manera estrecha. En este caso, la gestión por objetivos sería contraproducente. 
El uso de la APO debe ser cuidadosamente alineado con la cultura de la organización. Mientras la APO no es tan utilizada como antes, todavía tiene su lugar en la administración moderna. La diferencia clave es que en lugar de objetivos de un proceso en cascada, se discuten los objetivos y se acuerdan. Los empleados están a menudo involucrados en este proceso, que puede ser ventajoso. 
Alrededor de la APO se dice, - "Lo que se mide se hace", "¿Por qué medir el rendimiento? Diferentes propósitos requieren diferentes medidas "- es quizás el más famoso aforismo de la medición del desempeño.

## Argumentos en contra
La administración por objetivos tiene sus detractores; entre ellos W. Edwards Deming, quien argumentó que la falta de comprensión de los sistemas comúnmente resulta en la mala aplicación de los objetivos. Además, Deming declaró que el establecimiento de objetivos de producción animará a los recursos para cumplir con esos objetivos a través de cualquier medio necesario, que por lo general se traduce en mala calidad.
El punto 7 de los principios clave de Deming anima a los directivos a abandonar los objetivos a favor del liderazgo porque sintió que un líder con una comprensión de los sistemas era más probable que orientara a los trabajadores a una solución apropiada que el incentivo de un objetivo. Deming también señaló que Drucker advirtió a los gerentes que se requiere una visión sistémica y consideró que la advertencia de Drucker pasó casi inadvertido por los practicantes de la APO.